# János Pap
János Pap (ur. 23 grudnia 1925 w Kaposvárze, zm. 22 lutego 1994 w Budapeszcie) – węgierski polityk komunistyczny, minister spraw wewnętrznych od 1961 do 1963, wicepremier od 1963 do 1985.

## Życiorys
Uczył się w gimnazjach w Veszprémie i Keszthely, a od 1941 w Królewskiej Węgierskiej Państwowej Szkole Przemysłu Chemicznego. Po rozpoczęciu okupacji Węgier przez Niemcy ukrywał się do wkroczenia radzieckich wojsk, po wojnie zdał egzamin i został technikiem chemikiem w elektrowni w Ajce. Od lutego 1946 działał w partii komunistycznej (Węgierskiej Partii Pracujących), był sekretarzem komitetu partyjnego przedsiębiorstwa, w listopadzie 1948 został skierowany do szkoły partyjnej, po ukończeniu której w 1949 pracował w komitecie partyjnym w Veszprémie m.in. jako kierownik działu agitacji i propagandy, od 1952 do 1954 zaocznie uczył się w szkole partyjnej, następnie zaocznie studiował na Wydziale Górniczym Uniwersytetu Technicznego w Budapeszcie, którego jednak nie ukończył. Podczas antykomunistycznego powstania w 1956 działał po stronie komunistycznej władzy, biorąc udział w obronie budynku komitetu partyjnego przez powstańcami. 17 listopada 1957 został I sekretarzem Komitetu WSPR Komitatu Veszprém, 5 grudnia 1959 wszedł w skład KC WSPR. Od 13 września 1961 do 7 grudnia 1963 był ministrem spraw wewnętrznych, 7 grudnia 1963 objął funkcję wicepremiera, od 28 czerwca 1985 ponownie był I sekretarzem Komitetu WSPR Komitatu Veszprém, w marcu 1985 przeszedł na emeryturę. W 1985 został odznaczony Orderem Czerwonego Sztandaru Pracy. W latach 90. oskarżono go o udział w zdławieniu powstania z 1956. Zmarł śmiercią samobójczą.